# Europacup II hockey mannen 1996
De 7de editie van de Europacup II voor mannen werd gehouden van 5 tot en met 8 april 1996 in Den Haag. Er deden acht teams mee, verdeeld over twee poules. Dürkheimer HC won deze editie van de Europacup II. Voor Nederland behaalde HDM de finale.

## Uitslag poules

### Eindstand Poule A
| Team                | Pnt | GS | W | G | V | DV | DT | DS |
| ------------------- | --- | -- | - | - | - | -- | -- | -- |
| 1. Dürkheimer HC    | 5   | 3  | 2 | 1 | 0 | 6  | 2  | +4 |
| 2. Guildford HC     | 4   | 3  | 2 | 0 | 1 | 6  | 3  | +3 |
| 3. SKA Ekaterinburg | 2   | 3  | 1 | 0 | 2 | 4  | 6  | -2 |
| 4. HC Bohemians     | 1   | 3  | 0 | 1 | 2 | 3  | 8  | -5 |

### Eindstand Poule B
| Team             | Pnt | GS | W | G | V | DV | DT | DS |
| ---------------- | --- | -- | - | - | - | -- | -- | -- |
| 1. HDM           | 6   | 3  | 3 | 0 | 0 | 7  | 1  | +6 |
| 2. Valdeluz      | 4   | 3  | 2 | 0 | 1 | 6  | 5  | +1 |
| 3. CA Montrouge  | 2   | 3  | 1 | 0 | 2 | 4  | 6  | -2 |
| 4. Gordonians HC | 0   | 3  | 0 | 0 | 3 | 0  | 5  | -5 |

## Poulewedstrijden

### Vrijdag 5 april 1996
- B Guildford HC - SKA Ekaterinenburg 3-1 (1-0)
- B Dürkheimer HC - Bohemians 2-2 (0-1)
- A Valdeluz - Gordonians 1-0 (0-0)
- A HDM - Montrouge 2-0 (2-0)

### Zaterdag 6 april 1996
- B Guildford HC - Bohemians 3-0 (1-0)
- B Dürkheimer HC - SKA Ekaterinenburg 2-0 (1-0)
- A HDM - Gordonians 2-0 (1-0)
- A Valdeluz - Montrouge 4-2 (2-1)

### Zondag 7 april 1996
- B SKA Ekaterinenburg - Bohemians 3-1 (2-1)
- B Dürkheimer HC - Guildford HC 2-0 (0-0)
- A HDM - Valdeluz 3-1 (1-1)
- A Gordonians - Montrouge 0-2 (0-1)

### Maandag 8 april 1996
- 1B-1A Dürkheimer HC - HDM 2-2 (Dürkheimer wns 5-4)
- 2B-2A Guildford HC - Valdeluz 4-2 (2-2)
- 4B-3A Bohemians - Montrouge 0-2 (0-0)
- 3B-4A SKA Ekaterinenburg - Gordonians 5-1 (3-1)

## Einduitslag
1.  Dürkheimer HC 

2.  HDM 

3.  Guildford HC 

4.  Valdeluz 

5.  SKA Ekaterinburg 

5.  CA Montrouge 

7.  HC Bohemians 

7.  Gordonians HC 

Mannen:
1990 ·
Terrassa 1991 ·
Vught 1992 ·
Birmingham 1993 ·
Terrassa 1994 ·
Cagliari 1995 ·
Den Haag 1996 ·
Reading 1997 ·
's-Hertogenbosch 1998 ·
Amsterdam 1999 ·
Terrassa 2000 ·
's-Hertogenbosch 2001 ·
Eindhoven 2002 ·
Terrassa 2003 ·
Eindhoven 2004 ·
Lille 2005 ·
Reading 2006 ·
Madrid 2007 

Opgegaan in de Euro Hockey League
Vrouwen:
1991 ·
Vught 1992 ·
Birmingham 1993 ·
Cardiff 1994 ·
Groningen 1995 ·
Rotterdam 1996 ·
Utrecht 1997 ·
Leuven 1998 ·
Terrassa 1999 ·
Keulen 2000 ·
Rome 2001 ·
Ourense 2002 ·
Rotterdam 2003 ·
Laren 2004 ·
Keulen 2005 ·
Edinburgh 2006 ·
Madrid 2007 ·
Parijs 2008 ·
Manchester 2009

Opgegaan in de Europcacup I